# Населені пункти Бахмацького району
Ліквідований Бахмацький район Чернігівської області складався з 81 населеного пункту, з них 2 міста, 1 селище міського типу, 69 сіл та 9 селищ.
| №  | Населений пункт | Статус | Рада/громада                | Засновано/ перша згадка | Населення, осіб (2001) |
| -- | --------------- | ------ | --------------------------- | ----------------------- | ---------------------- |
| 1  | Батурин         | місто  | Батуринська міська громада  | 1625                    | 3 078                  |
| 2  | Бахмач          | місто  | Бахмацька міська рада       | 1147                    | 20 332                 |
| 3  | Бахмач (село)   | село   | Бахмацька сільська рада     | 1147                    | 3 009                  |
| 4  | Безпечне        | село   | Фастовецька сільська рада   | 1840                    | 6                      |
| 5  | Біловежі Другі  | село   | Біловежівська сільська рада | 1766                    | 0                      |
| 6  | Біловежі Перші  | село   | Біловежівська сільська рада | XVIII cт.               | 462                    |
| 7  | Бондарі         | село   | Матіївська сільська рада    | 1650                    |                        |
| 8  | Варварівка      | село   | Пісківська сільська рада    | 1820                    | 313                    |
| 9  | Вербівка        | село   | Обмачівська сільська рада   | 1700                    | 58                     |
| 10 | Веселе          | село   | Пальчиківська сільська рада | 1680-і                  | 116                    |
| 11 | Веселе          | селище | Григорівська сільська рада  | 1650                    | 67                     |
| 12 | Веселівка       | село   | Матіївська сільська рада    | 1650                    | 33                     |
| 13 | Вишневе         | село   | Фастовецька сільська рада   | 1850                    | 39                     |
| 14 | Вишневе         | село   | Халимонівська сільська рада | 1932                    | 97                     |
| 15 | Вишнівське      | село   | Біловежівська сільська рада | XVII ст.                | 19                     |
| 16 | Восьме Березня  | село   | Гайворонська сільська рада  | 1700                    | 3                      |
| 17 | Гайворон        | село   | Гайворонська сільська рада  | 1636                    | 400                    |
| 18 | Глибоке         | село   | Халимонівська сільська рада | 1695                    | 175                    |
| 19 | Голінка         | село   | Голінська сільська рада     | 1637                    | 411                    |
| 20 | Голубів         | селище | Матіївська сільська рада    | 1650                    | 2                      |
| 21 | Городище        | село   | Городищенська сільська рада | 1600                    | 821                    |
| 22 | Григорівка      | село   | Григорівська сільська рада  | 1650                    | 1227                   |
| 23 | Грушівка        | село   | Фастовецька сільська рада   | 1870                    | 20                     |
| 24 | Дмитрівка       | смт    | Дмитрівська селищна рада    | 1647                    | 2301                   |
| 25 | Заболоття       | село   | Рубанська сільська рада     | 1740                    | 18                     |
| 26 | Залісся         | село   | Гайворонська сільська рада  | 1935                    | немає населення        |
| 27 | Запорізьке      | село   | Пісківська сільська рада    | 1925                    | 198                    |
| 28 | Зарукавне       | село   | Біловежівська сільська рада | XVII ст.                | 210                    |
| 29 | Зеленівка       | село   | Біловежівська сільська рада | 1776                    | 293                    |
| 30 | Калинівка       | село   | Халимонівська сільська рада | 1917                    | 133                    |
| 31 | Кальчинівка     | село   | Біловежівська сільська рада | 1648                    | 21                     |
| 32 | Карпенкове      | село   | Красненська сільська рада   | 1630                    | 108                    |
| 33 | Каціри          | селище | Матіївська сільська рада    | 1650                    | 6                      |
| 34 | Ковальове       | село   | Рубанська сільська рада     | 1924                    | 1                      |
| 35 | Кошмалів        | село   | Бахмацька сільська рада     | 1892                    | 2                      |
| 36 | Красилівка      | село   | Красилівська сільська рада  | 1600                    | 971                    |
| 37 | Красне          | село   | Красненська сільська рада   | 1630                    | 1056                   |
| 38 | Кропивне        | село   | Кропивненська сільська рада | 1648                    |                        |
| 39 | Кулішове        | село   | Пісківська сільська рада    | 1925                    | 29                     |
| 40 | Курінь          | село   | Курінська сільська рада     | 1648                    | 3789                   |
| 41 | Лісова Поляна   | село   | Матіївська сільська рада    | 1650                    | 3                      |
| 42 | Лопатин         | селище | Матіївська сільська рада    | 1650                    | 10                     |
| 43 | Матіївка        | село   | Матіївська сільська рада    | 1650                    | 333                    |
| 44 | Митченки        | село   | Митченківська сільська рада | 1636                    | 980                    |
| 45 | Мовчинів        | село   | Халимонівська сільська рада | 1695                    | 203                    |
| 46 | Мости           | село   | Матіївська сільська рада    | 1650                    | 53                     |
| 47 | Нечаїв          | село   | Гайворонська сільська рада  | 1700                    | 4                      |
| 48 | Нове            | селище | Рубанівська сільська рада   | 1740                    | 15                     |
| 49 | Нове Полісся    | село   | Гайворонська сільська рада  | 1650                    | 23                     |
| 50 | Обірки          | село   | Матіївська сільська рада    | 1650                    | 6                      |
| 51 | Обмачів         | село   | Обмачівська сільська рада   | 1636                    | 1021                   |
| 52 | Олексіївка      | село   | Пісківська сільська рада    | 1900                    | 89                     |
| 53 | Ополонське      | село   | Курінська сільська рада     | 1933                    | 9                      |
| 54 | Осинівка        | село   | Пісківська сільська рада    | 1935                    | 21                     |
| 55 | Осіч            | село   | Обмачівська сільська рада   | 1700                    | 274                    |
| 56 | Острів          | село   | Бахмацька сільська рада     | 1926                    | 37                     |
| 57 | Пальчики        | село   | Пальчиківська сільська рада | 1750                    | 396                    |
| 58 | Пашків          | село   | Бахмацька сільська рада     | 1860                    | 60                     |
| 59 | Перемога        | селище | Красилівська сільська рада  | 1700                    | 167                    |
| 60 | Перше Травня    | село   | Фастовецька сільська рада   | 1850                    | 62                     |
| 61 | Пирогівка       | село   | Красненська сільська рада   | 1630                    | 10                     |
| 62 | Піски           | село   | Пісківська сільська рада    | 1790                    | 689                    |
| 63 | Прохори         | селище | Матіївська сільська рада    | 1650                    | 2                      |
| 64 | Рубанка         | село   | Рубанська сільська рада     | 1740                    | 491                    |
| 65 | Слобідка        | село   | Обмачівська сільська рада   | 1770                    | 125                    |
| 66 | Смолове         | село   | Рубанська сільська рада     | 1740                    | 34                     |
| 67 | Стрільники      | село   | Стрільницька сільська рада  | 1800                    | 1161                   |
| 68 | Тасуїв          | село   | Красненська сільська рада   | 1630                    | 66                     |
| 69 | Терешиха        | село   | Рубанська сільська рада     | 1740                    | 393                    |
| 70 | Тиниця          | село   | Тиницька сільська рада      | 1659                    | 1725                   |
| 71 | Українське      | село   | Курінська сільська рада     | 1933                    | 42                     |
| 72 | Фастівці        | село   | Фастовецька сільська рада   | 1424                    | 811                    |
| 73 | Халимонове      | село   | Халимонівська сільська рада | 1695                    | 880                    |
| 74 | Часниківка      | село   | Городищенська сільська рада | 1861                    | 262                    |
| 75 | Черемушки       | селище | Красилівська сільська рада  | 1564                    | 37                     |
| 76 | Шевченка        | село   | Фастовецька сільська рада   | 1815                    | 9                      |
| 77 | Шевченкове      | село   | Гайворонська сільська рада  | 1930                    | 70                     |
| 78 | Шумейків        | село   | Курінська сільська рада     | 1933                    | 9                      |
| 79 | Шумейкине       | селище | Матіївська сільська рада    | 1650                    | 0                      |
| 80 | Шумин           | село   | Городищенська сільська рада | 1800                    | 59                     |
| 81 | Щуча Гребля     | село   | Дмитрівська селищна рада    | XVII ст.                | 325                    |

Колишні села:
1. Кирпичне — 18 червня 2013 року тринадцята сесія Чернігівської обласної ради затвердила рішення про зняття з обліку села.
2. Круглолугівка — рішенням Чернігівської обласної ради від 11 вересня 2009 року село було знято з обліку.